# Эхинопсис трубкоцветный
Эхинопсис трубкоцветковый (лат. Echinopsis tubiflora) — кактус из рода Эхинопсис.

## Описание
Стебель тёмно-зелёный, шаровидный, с возрастом разветвляющийся на шаровидные побеги, диаметром 10-12 см. Рёбер около 12, они прямые, на вершине сужаются. Ареолы круглые, опушённые, серовато-белые.
Центральных колючек 3-5, они чёрные, до 1,5 см длиной; радиальных — 15-20, эти колючки шиловидные, бело-жёлтые с тёмным кончиком, до 1 см длиной.
Цветки белые, ароматные, появляются сбоку, в верхней части стебля. Цветочная трубка длиной 15-20 см, покрыта пепельными волосками.

## Распространение
Эндемик Аргентины.

## Разведение в комнатной культуре
Является одним из самых распространённых кактусов в комнатной культуре.

## Синонимы
- Cereus tubiflorus
- Echinopsis albispinosa
- Echinocactus tubiflorus (Pfeiff.) Hook. 1839)